# Francesca Martinez (attrice britannica)
Francesca Martinez (Londra, 6 agosto 1978) è un'attrice, scrittrice e attivista britannica.

## Biografia
Di origine spagnola per parte paterna e svedese da parte materna, è affetta da paralisi cerebrale ma preferisce definire la sua condizione come "traballante".
All'età di 14 anni ha iniziato la sua carriera di attrice recitando il ruolo di Rachel Burns nella serie tv Grange Hill, ed è così divenuta la prima persona disabile a far parte di una serie televisiva per bambini.
Ha partecipato inoltre alle serie tv Extras e Casualty.
Come attivista si fece notare a livello mondiale quando nell'aprile 2008 protestò contro il trattamento della Cina verso il Tibet e inoltre continua ad organizzare campagne a favore dell'assistenza ai disabili.